# فلبرگ
شهر فلبرگ (به آلمانی: Vellberg) در ایالت بادن-وورتمبرگ در کشور آلمان واقع شده‌است.